# Морско равнище
Морското равнище или морско нивое положението на свободната повърхност на морската и океанската вода по отвесна линия, относно условно начало на отчета. Различават се „мигновено“, приливно, средно денонощно, средно месечно, средногодишно и средно многогодишно морско равнище. Под въздействието на ветровите вълнения, приливите, нагряването и охлаждането на водата, колебанията на атмосферното налягане, валежите и изпарението, речният и ледниковият приток морското равнище непрекъснато се променя. Средното многогодишно морско равнище не зависи от тези колебания на морската вода, като неговото положение се определя от разпределението на силата на тежестта и пространствената неравномерност на хидрометеорологичните характеристики (плътност на водата, атмосферното налягане и др.). Постоянното в която и да е точка средно многогодишно морско ниво се приема за изходно равнище (отбелязва се с 0 m надморска височина), от което се отчита надморската височина на сушата. Всички обекти и точки разположени над нивото на световния океан са с положителна стойност, например Еверест 8848 m, а всички обекти и точки, разположени под неговото ниво, имат отрицателна стойност във височина и положителна в дълбочина, например Каспийско море е с 28 m под нивото на световния океан и се означава с -28 m. За отчитането на дълбочините в моретата с малки приливи това ниво се приема за 0 m дълбочина, от което се отчита дълбочината на моретата и океаните в съответствие с изискванията на корабоплаването.

## Вижте още
- Водно равнище